# Nordische Skiweltmeisterschaften 2005
Die 45. Nordischen Skiweltmeisterschaften fanden vom 16. bis 27. Februar 2005 in Oberstdorf (Deutschland) statt. Der Wintersportort im Allgäu war somit zum zweiten Mal nach 1987 Austragungsort.

## Wettbewerbe
Es wurden neunzehn Wettkämpfe ausgetragen, davon zwölf im Skilanglauf, vier im Skispringen und drei in der Nordischen Kombination. Die Skisprungwettbewerbe fanden auf der Schattenbergschanze statt, die jährlich auch eine der vier Schanzen ist, von denen bei der Vierschanzentournee gesprungen wird.
Im Skilanglauf kam es wieder zu Änderungen. Erstmals wurde bei Frauen und Männern ein Team-Sprintwettkampf ausgetragen. Der Skiathlon erhielt veränderte Streckenlängen: bei den Frauen 7,5 km klassisch + 7,5 km Freistil (bisher 5 + 5), bei den Männern 15,5 km klassisch + 15,5 km Freistil (bisher 10 + 10). Die Wettkämpfe, die im Wechsel von Großereignis zu Großereignis einmal klassisch und einmal im Freistil ausgetragen wurden – bei den Frauen über 15 km/bei den Männern über 30 km – entfielen dafür.
Auch im Skispringen gab es eine Änderung: Das Mannschaftsspringen wurde wie schon bei den Weltmeisterschaften 2001 zusätzlich auch wieder auf der Normalschanze ausgetragen.
Weiterhin gab es Frauenwettbewerbe nur im Langlauf. Das änderte sich erst bei den Weltmeisterschaften 2009, als das Skispringen zunächst mit einer Disziplin auch für Frauen ins Wettkampfprogramm kam.

## Sportliche Erfolge
Weitaus erfolgreichste Nation war Norwegen, das dieses Mal mit sieben WM-Titeln noch weiter vorne lag als zuvor. Deutschland, Russland und Österreich errangen je zwei Goldmedaillen. Die Hoffnungen der im Weltcup so erfolgreichen deutschen Langläufer wurden bei diesen Heimweltmeisterschaften nicht erfüllt. Alleine die Männerstaffel konnte überhaupt eine Medaille erringen.
Bei den Frauen kam die Norwegerin Marit Bjørgen zu drei WM-Titeln. Die Langläufer Tore Ruud Hofstad und Frode Estil, beide Norwegen, errangen jeweils eine Einzel- und einer Staffelgoldmedaille. Noch besser als bei den letzten Weltmeisterschaften präsentierte sich der deutsche Nordische Kombinierer Ronny Ackermann, der beide Einzeldisziplinen und dazu noch Silber im Teamwettbewerb gewann.

## Doping
Schon vor diesen Weltmeisterschaften wurde angekündigt, dass es deutlich verbesserte Dopingkontrollen geben würde als bei früheren Veranstaltungen. Alle Sieger wurden ohne Ausnahme getestet, auch weitere Sportler mussten mit Kontrollen rechnen. Hintergrund waren Dopingfälle in der jüngeren Vergangenheit.
Bei diesen Kontrollen wurden zunächst keine Verstöße festgestellt. Allerdings gab es bei den Olympischen Winterspielen 2014 in Sotschi, bei denen reihenweise Dopingsünder entlarvt wurden, einen Dopingfall, der sich in einem Fall auf die Begründung einer bei den Weltmeisterschaften in Oberstdorf ausgesprochenen Disqualifikation auswirkte. Dabei ging es um die ukrainische Skilanglauffrauenstaffel. Diese war vor Ort bereits wegen Verlassens der Bahn aus dem Wettbewerb genommen worden. Die Startläuferin dieser Staffel Maryna Malets, spätere Maryna Lissohor, gehörte zu den ersten drei Athleten die bei den Spielen 2014 aufgrund von Verstößen gegen die Antidopingregeln disqualifiziert wurden. Dies führte auch zur Streichung früherer Resultate der Langläuferin, wovon auch die ukrainische Staffel hier in Oberstdorf betroffen war.

## Legende
Kurze Übersicht zur Bedeutung der Symbolik – so üblicherweise auch in sonstigen Veröffentlichungen verwendet:
| DSQ | disqualifiziert                       |
| DOP | wegen Dopingvergehens disqualifiziert |
| LPD | überrundet (lapped)                   |

## Medaillenspiegel
| Platz | Nation      | Gold | Silber | Bronze | Gesamt |
| ----- | ----------- | ---- | ------ | ------ | ------ |
| 01    | Norwegen    | 7    | 5      | 7      | 19     |
| 02    | Deutschland | 2    | 5      | 0      | 7      |
| 03    | Russland    | 2    | 2      | 3      | 7      |
| 04    | Österreich  | 2    | 0      | 2      | 4      |
| 05    | Finnland    | 1    | 3      | 1      | 5      |
| 06    | Italien     | 1    | 2      | 1      | 4      |
| 07    | Tschechien  | 1    | 1      | 2      | 4      |
| 08    | Schweden    | 1    | 1      | 1      | 3      |
| 09    | Slowenien   | 1    | 0      | 1      | 2      |
| 10    | Frankreich  | 1    | 0      | 0      | 1      |
| 11    | Kanada      | 0    | 0      | 1      | 1      |

| Platz | Sportler              | Gold | Silber | Bronze | Gesamt |
| ----- | --------------------- | ---- | ------ | ------ | ------ |
| 01    | Ronny Ackermann       | 2    | 1      | 0      | 3      |
| 02    | Frode Estil           | 2    | 0      | 1      | 3      |
| 02    | Tore Ruud Hofstad     | 2    | 0      | 1      | 3      |
| 04    | Wolfgang Loitzl       | 2    | 0      | 0      | 2      |
| 04    | Andreas Widhölzl      | 2    | 0      | 0      | 2      |
| 04    | Thomas Morgenstern    | 2    | 0      | 0      | 2      |
| 04    | Martin Höllwarth      | 2    | 0      | 0      | 2      |
| 08    | Janne Ahonen          | 1    | 1      | 1      | 3      |
| 09    | Tor Arne Hetland      | 1    | 1      | 0      | 2      |
| 09    | Magnus Moan           | 1    | 1      | 0      | 2      |
| 11    | Wassili Rotschew      | 1    | 0      | 1      | 2      |
| 11    | Rok Benkovič          | 1    | 0      | 1      | 2      |
| 11    | Odd-Bjørn Hjelmeset   | 1    | 0      | 1      | 2      |
| 11    | Kristian Hammer       | 1    | 0      | 1      | 2      |
| 15    | Pietro Piller Cottrer | 1    | 0      | 0      | 1      |
| 15    | Vincent Vittoz        | 1    | 0      | 0      | 1      |
| 15    | Lars Berger           | 1    | 0      | 0      | 1      |
| 15    | Petter Tande          | 1    | 0      | 0      | 1      |
| 15    | Håvard Klemetsen      | 1    | 0      | 0      | 1      |
| 20    | Björn Kircheisen      | 0    | 2      | 0      | 2      |
| 20    | Jens Filbrich         | 0    | 2      | 0      | 2      |
| 20    | Axel Teichmann        | 0    | 2      | 0      | 2      |
| 23    | Jakub Janda           | 0    | 1      | 1      | 2      |
| 23    | Roar Ljøkelsøy        | 0    | 1      | 1      | 2      |
| 25    | Fulvio Valbusa        | 0    | 1      | 0      | 1      |
| 25    | Giorgio Di Centa      | 0    | 1      | 0      | 1      |
| 25    | Anders Aukland        | 0    | 1      | 0      | 1      |
| 25    | Andreas Schlütter     | 0    | 1      | 0      | 1      |
| 25    | Tobias Angerer        | 0    | 1      | 0      | 1      |
| 25    | Sebastian Haseney     | 0    | 1      | 0      | 1      |
| 25    | Georg Hettich         | 0    | 1      | 0      | 1      |
| 25    | Michael Neumayer      | 0    | 1      | 0      | 1      |
| 25    | Martin Schmitt        | 0    | 1      | 0      | 1      |
| 25    | Michael Uhrmann       | 0    | 1      | 0      | 1      |
| 25    | Georg Späth           | 0    | 1      | 0      | 1      |
| 25    | Risto Jussilainen     | 0    | 1      | 0      | 1      |
| 25    | Tami Kiuru            | 0    | 1      | 0      | 1      |
| 25    | Matti Hautamäki       | 0    | 1      | 0      | 1      |
| 39    | Felix Gottwald        | 0    | 0      | 2      | 2      |
| 40    | Thobias Fredriksson   | 0    | 0      | 1      | 1      |
| 40    | Dušan Kožíšek         | 0    | 0      | 1      | 1      |
| 40    | Martin Koukal         | 0    | 0      | 1      | 1      |
| 40    | Nikolai Pankratow     | 0    | 0      | 1      | 1      |
| 40    | Jewgeni Dementjew     | 0    | 0      | 1      | 1      |
| 40    | Nikolai Bolschakow    | 0    | 0      | 1      | 1      |
| 40    | Michael Gruber        | 0    | 0      | 1      | 1      |
| 40    | Christoph Bieler      | 0    | 0      | 1      | 1      |
| 40    | David Kreiner         | 0    | 0      | 1      | 1      |
| 40    | Primož Peterka        | 0    | 0      | 1      | 1      |
| 40    | Jure Bogataj          | 0    | 0      | 1      | 1      |
| 40    | Jernej Damjan         | 0    | 0      | 1      | 1      |
| 40    | Bjørn Einar Romøren   | 0    | 0      | 1      | 1      |
| 40    | Sigurd Pettersen      | 0    | 0      | 1      | 1      |
| 40    | Lars Bystøl           | 0    | 0      | 1      | 1      |

| Platz | Sportlerin                   | Gold | Silber | Bronze | Gesamt |
| ----- | ---------------------------- | ---- | ------ | ------ | ------ |
| 01    | Marit Bjørgen                | 3    | 1      | 1      | 5      |
| 02    | Hilde Gjermundshaug Pedersen | 2    | 0      | 0      | 2      |
| 03    | Julija Tschepalowa           | 1    | 2      | 1      | 4      |
| 04    | Kristin Størmer Steira       | 1    | 0      | 0      | 1      |
| 05    | Emelie Öhrstig               | 1    | 0      | 0      | 1      |
| 05    | Kateřina Neumannová          | 1    | 0      | 0      | 1      |
| 05    | Vibeke Skofterud             | 1    | 0      | 0      | 1      |
| 08    | Natalja Baranowa-Massalkina  | 0    | 1      | 1      | 2      |
| 09    | Lina Andersson               | 0    | 1      | 0      | 1      |
| 09    | Riitta-Liisa Lassila         | 0    | 1      | 0      | 1      |
| 09    | Pirjo Manninen               | 0    | 1      | 0      | 1      |
| 09    | Virpi Kuitunen               | 0    | 1      | 0      | 1      |
| 09    | Larissa Kurkina              | 0    | 1      | 0      | 1      |
| 09    | Jewgenija Medwedewa-Arbusowa | 0    | 1      | 0      | 1      |
| 15    | Sara Renner                  | 0    | 0      | 1      | 1      |
| 15    | Aljona Sidko                 | 0    | 0      | 1      | 1      |
| 15    | Gabriella Paruzzi            | 0    | 0      | 1      | 1      |
| 15    | Antonella Confortola         | 0    | 0      | 1      | 1      |
| 15    | Sabina Valbusa               | 0    | 0      | 1      | 1      |
| 15    | Arianna Follis               | 0    | 0      | 1      | 1      |

## Resultate Langlauf Männer

### 1,2 km Sprint – klassisch

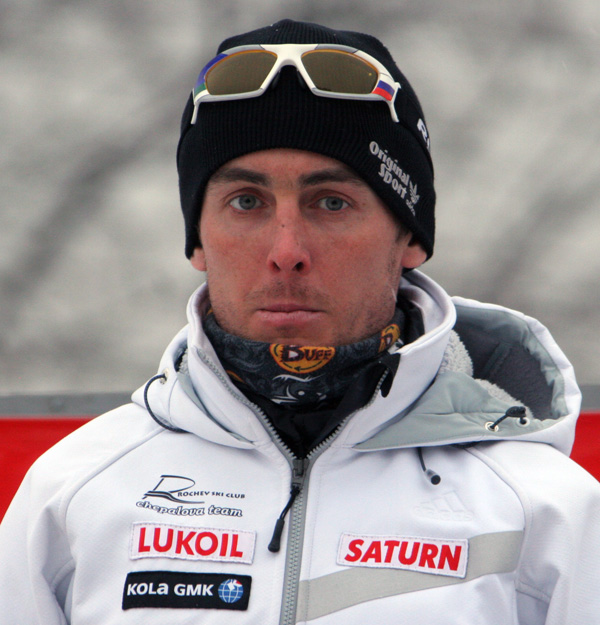
Sprintsieger Wassili Rotschew

| Platz | Sportler            |
| ----- | ------------------- |
| 1     | Wassili Rotschew    |
| 2     | Tor Arne Hetland    |
| 3     | Thobias Fredriksson |
| 4     | Björn Lind          |
| 5     | Odd-Bjørn Hjelmeset |
| 6     | Mats Larsson        |
| 7     | Janusz Krezelok     |
| 8     | Nikolai Tschebotko  |
| 9     | Trond Iversen       |
| 10    | Anti Saarepuu       |

Olympiasieger 2002:  Tor Arne Hetland
Weltmeister 2003:  Thobias Fredriksson
Datum: 22. Februar 2005

### Team-Sprint, Freistil
| Platz | Land        | Sportler                                 | Zeit [min] |
| ----- | ----------- | ---------------------------------------- | ---------- |
| 1     | Norwegen    | Tore Ruud Hofstad Tor Arne Hetland       | 14:08,6    |
| 2     | Deutschland | Jens Filbrich Axel Teichmann             | 14:12,4    |
| 3     | Tschechien  | Dušan Kožíšek Martin Koukal              | 14:13,4    |
| 4     | Italien     | Cristian Zorzi Freddy Schwienbacher      | 14:21,9    |
| 5     | Frankreich  | Emmanuel Jonnier Vincent Vittoz          | 14:22,9    |
| 6     | Kanada      | Devon Kershaw George Grey                | 14:29,4    |
| 7     | Kasachstan  | Jewgeni Koschewoi Nikolai Tschebotko     | 14:36,9    |
| 8     | Russland    | Iwan Alypow Wassili Rotschew             | 14:57,4    |
| 9     | Schweden    | Björn Lind Thobias Fredriksson           | 14:59,2    |
| 10    | Belarus     | Aljaksandr Lasutkin Sjarhej Dalidowitsch | 15:15,4    |
| 11    | Österreich  | Johannes Eder Jürgen Pinter              | Semifinale |

erstmals bei Weltmeisterschaften bzw. bei Olympischen Spielen ausgetragen
Datum: 25. Februar 2005

### 15 kmFreistil
| Platz | Sportler              | Zeit [min] |
| ----- | --------------------- | ---------- |
| 1     | Pietro Piller Cottrer | 34:49,7    |
| 2     | Fulvio Valbusa        | 35:00,9    |
| 3     | Tore Ruud Hofstad     | 35:03,9    |
| 4     | Lars Berger           | 35:06,6    |
| 5     | Lukáš Bauer           | 35:08,3    |
| 6     | Vincent Vittoz        | 35:08,7    |
| 7     | Axel Teichmann        | 35:16,2    |
| 8     | Jens Filbrich         | 35:25,8    |
| 9     | Teemu Kattilakoski    | 35:28,3    |
| 10    | Martin Bajčičák       | 35:29,4    |
| ...   | ...                   | ...        |
| 13    | Franz Göring          | 35:42,7    |
| 16    | Remo Fischer          | 35:48,8    |
| 19    | Tobias Angerer        | 35:55,5    |
| 21    | Toni Livers           | 36:02,2    |
| 26    | Markus Hasler         | 36:15,7    |
| 30    | Johannes Eder         | 36:29,0    |
| 31    | Gerhard Urain         | 36:31,8    |
| 34    | René Sommerfeldt      | 36:33,4    |
| 42    | Roland Diethart       | 36:44,1    |
| 43    | Gion Andrea Bundi     | 36:45,5    |
| 52    | Christian Stebler     | 37:13,1    |

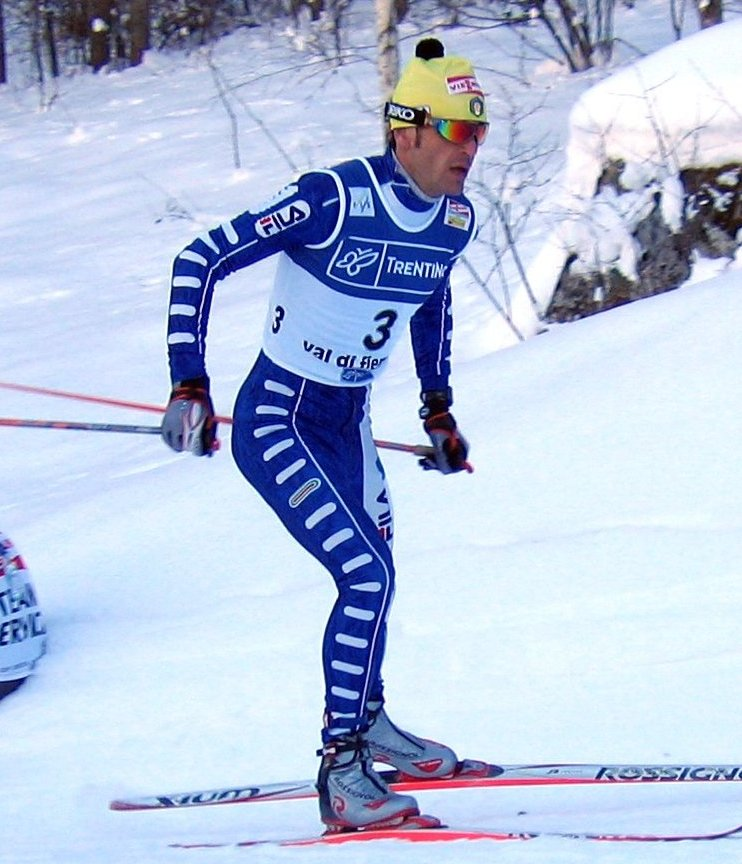
Über 15 km Freistil setzte sich Pietro Piller Cottrer durch

Olympiasieger 2002 (klassisch):  Andrus Veerpalu
Weltmeister 2003 (klassisch):  Axel Teichmann
Datum: 17. Februar 2005
Es gab einen überraschenden Doppelerfolg für Italien, ebenso überraschend war Rang vier des auch im Biathlon starken Lars Berger, dem nur 2,7 s auf die Bronzemedaille fehlten. Österreichs Medaillenhoffnung Christian Hoffmann war wegen einer Verkühlung nicht am Start.

### 30 km Skiathlon
| Platz | Sportler             | Zeit [h]  |
| ----- | -------------------- | --------- |
| 1     | Vincent Vittoz       | 1:19:20,5 |
| 2     | Giorgio Di Centa     | 1:19:21,3 |
| 3     | Frode Estil          | 1:19:21,3 |
| 4     | Martin Bajčičák      | 1:19:21,8 |
| 5     | Anders Södergren     | 1:19:22,6 |
| 6     | Sjarhej Dalidowitsch | 1:19:29,3 |
| 7     | Kristen Skjeldal     | 1:19:32,0 |
| 8     | Michail Botwinow     | 1:19:40,5 |
| 9     | Fulvio Valbusa       | 1:20:08,5 |
| 10    | Nikolai Pankratow    | 1:20:09,7 |
| ...   | ...                  | ...       |
| 14    | Jens Filbrich        | 1:20:28,5 |
| 15    | Markus Hasler        | 1:20:42,9 |
| 17    | Tobias Angerer       | 1:20:53,2 |
| 26    | Gion Andrea Bundi    | 1:21:55,7 |
| 28    | René Sommerfeldt     | 1:22:00,8 |
| 30    | Axel Teichmann       | 1:22:48,8 |
| 31    | Martin Tauber        | 1:22:52,7 |
| 41    | Christian Stebler    | 1:24:13,7 |
| 46    | Remo Fischer         | 1:25:09,4 |

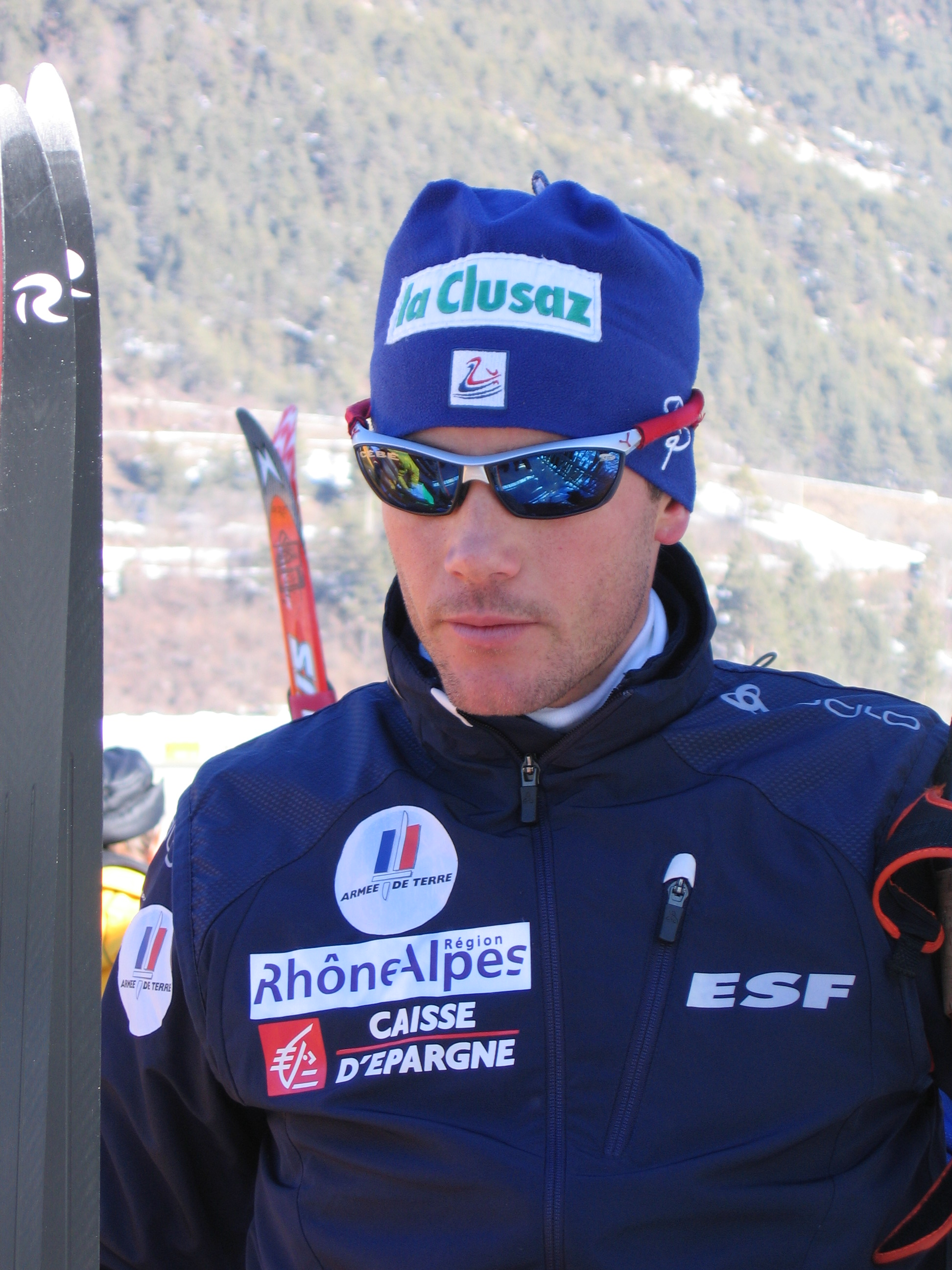
Vincent Vittoz wurde Weltmeister im 30 km Skiathlon

Olympiasieger 2002 (10+10):  Thomas Alsgaard
Weltmeister 2003 (10+10):  Per Elofsson
Datum: 20. Februar 2005
Zuerst erfolgte ein 15-km-Lauf im klassischen Stil, danach ein 15-km-Lauf im Freistil.

### 50 km klassisch
| Platz | Sportler            | Zeit [h]  |
| ----- | ------------------- | --------- |
| 1     | Frode Estil         | 2:30:10,1 |
| 2     | Anders Aukland      | 2:30:10,8 |
| 3     | Odd-Bjørn Hjelmeset | 2:30:11,5 |
| 4     | Andrus Veerpalu     | 2:30:15,1 |
| 5     | Mathias Fredriksson | 2:30:18,3 |
| 6     | Milan Šperl         | 2:30:18,6 |
| 7     | Kristen Skjeldal    | 2:30:18,7 |
| 8     | Michail Botwinow    | 2:30:18,9 |
| 9     | Anders Södergren    | 2:30:23   |
| 10    | Andreas Schlütter   | 2:30:26,8 |
| ...   | ...                 | ...       |
| 13    | Markus Hasler       | 2:30:37,1 |
| 18    | Martin Tauber       | 2:30:47,0 |
| 23    | Gerhard Urain       | 2:31:13,0 |
| 33    | Jürgen Pinter       | 2:31:34,7 |
| 39    | Franz Göring        | 2:35:40,2 |

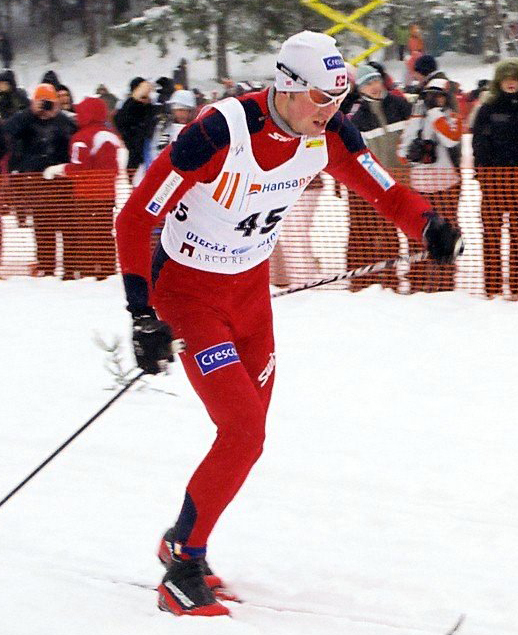
Frode Estil siegte auf der längsten Strecke

Olympiasieger 2002 (klassisch):  Michail Iwanow
Weltmeister 2003 (Freistil):  Martin Koukal
Datum: 27. Februar 2005
Der Wettbewerb wurde als Massenstartrennen durchgeführt.

### 4 × 10 km Staffel
| Platz | Land                | Sportler                                                                 | Zeit [h]  |
| ----- | ------------------- | ------------------------------------------------------------------------ | --------- |
| 1     | Norwegen            | Odd-Bjørn Hjelmeset Frode Estil Lars Berger Tore Ruud Hofstad            | 1:39:04,4 |
| 2     | Deutschland         | Jens Filbrich Andreas Schlütter Tobias Angerer Axel Teichmann            | 1:39:22,1 |
| 3     | Russland            | Nikolai Pankratow Wassili Rotschew Jewgeni Dementjew Nikolai Bolschakow  | 1:39:23,1 |
| 4     | Italien             | Giorgio Di Centa Fulvio Valbusa Pietro Piller Cottrer Cristian Zorzi     | 1:39:43,3 |
| 5     | Österreich          | Martin Tauber Michail Botwinow Roland Diethart Christian Hoffmann        | 1:40:40,9 |
| 6     | Frankreich          | Christophe Perrillat Vincent Vittoz Emmanuel Jonnier Alexandre Rousselet | 1:40:42,0 |
| 7     | Schweden            | Mats Larsson Anders Södergren Johan Olsson Mathias Fredriksson           | 1:42:14,7 |
| 8     | Tschechien          | Jiří Magál Lukáš Bauer Martin Koukal Petr Michl                          | 1:42:28,8 |
| 9     | Estland             | Raul Olle Andrus Veerpalu Jaak Mae Anti Saarepuu                         | 1:43:21,2 |
| 10    | Kasachstan          | Andrei Golowko Dmitri Jerjomenko Nikolai Tschebotko Jewgeni Koschewoi    | 1:43:21,6 |
| 11    | USA                 | Kris Freeman David Chamberlain Andrew Johnson Lars Flora                 | 1:43:22,2 |
| 12    | Finnland            | Tero Similä Olli Ohtonen Teemu Kattilakoski Sami Jauhojärvi              | 1:44:32,9 |
| 13    | Kanada              | Devon Kershaw George Grey Dan Roycroft Chris Jeffries                    | 1:45:03,3 |
| 14    | Japan               | Katsuhito Ebisawa Shunsuke Komamura Ryō Saitō Tomio Kanamaru             | 1:45:51,1 |
| LPD   | Ukraine             | Witalij Marziw Roman Lejbjuk Oleksandr Puzko Mychajlo Humenjak           |           |
| LPD   | Schweiz             | Beat Koch Reto Burgermeister Gion-Andrea Bundi Remo Fischer              |           |
| LPD   | Volksrepublik China | Tian Ye Li Geliang Han Dawei Li Zhiguang                                 |           |

Olympiasieger 2002:  Norwegen (Thomas Alsgaard, Frode Estil, Kristen Skjeldal, Anders Aukland)

Weltmeister 2003:  Norwegen (Anders Aukland, Frode Estil, Tore Ruud Hofstad, Thomas Alsgaard)
Datum: 24. Februar 2005
Die ersten beiden Läufer jeder Mannschaft liefen im klassischen, die letzten beiden im freien Stil.
Auch hier schien sich nach den ersten drei Läufern eine weitere Enttäuschung für Deutschlands Langläufer anzubahnen. Axel Teichmann übernahm auf Rang vier weit zurückliegend hinter den deutlich führenden Norwegern und auch mit klarem Abstand zu den Russen und Italienern seinen Part als Schlussläufer. Nach absolvierter erster Hälfte seiner Strecke hatte sich kaum etwas verändert. Doch dann beschleunigte Teichmann in einer Form, die so niemand erwarten konnte. Er überholte zunächst Cristian Zorzi und zog dann im langen Schlussanstieg auch Nikolai Bolschakow vorbei, sodass es noch zur Silbermedaille reichte.
Die Schweizer Equipe mit Beat Koch, Reto Burgermeister, Gion-Andrea Bundi und Remo Fischer erlebte das schlimmste Debakel in der über 100-jährigen Geschichte des nordischen Sports des Schweizer Skiverbandes: Die Staffel wurde nach dreißig Kilometern, an sechzehnter Stelle liegend nach ihrer Überrundung ebenso wie die Ukraine und China aus dem Wettbewerb genommen.

## Resultate Langlauf Frauen

### 0,9 km Sprint – klassisch

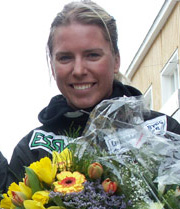
Blumen für Sprintweltmeisterin Emelie Öhrstig

| Platz | Sportler              |
| ----- | --------------------- |
| 1     | Emelie Öhrstig        |
| 2     | Lina Andersson        |
| 3     | Sara Renner           |
| 4     | Anna Dahlberg         |
| 5     | Virpi Kuitunen        |
| 6     | Viola Bauer           |
| 7     | Mona-Liisa Malvalehto |
| 8     | Aino-Kaisa Saarinen   |
| 9     | Ella Gjømle           |
| 10    | Guro Ström Solli      |

Olympiasiegerin 2002:  Julija Tschepalowa
Weltmeisterin 2003:  Marit Bjørgen
Datum: 22. Februar 2005

### Team-Sprint, Freistil
| Platz | Land        | Sportler                                   | Zeit [min] |
| ----- | ----------- | ------------------------------------------ | ---------- |
| 1     | Norwegen    | Hilde Gjermundshaug Pedersen Marit Bjørgen | 12:19,7    |
| 2     | Finnland    | Riitta-Liisa Lassila Pirjo Manninen        | 12:22,5    |
| 3     | Russland    | Julija Tschepalowa Aljona Sidko            | 12:23,3    |
| 4     | Deutschland | Viola Bauer Claudia Künzel                 | 12:29,5    |
| 5     | Italien     | Arianna Follis Sabina Valbusa              | 12:30,8    |
| 6     | Frankreich  | Aurélie Storti Karine Philippot            | 12:33,9    |
| 7     | Kasachstan  | Swetlana Malachowa Oxana Jatskaja          | 12:37,9    |
| 8     | Schweiz     | Seraina Mischol Laurence Rochat            | 12:46,4    |
| 9     | Schweden    | Emelie Öhrstig Anna Dahlberg               | 12:51,9    |
| 10    | Kanada      | Sara Renner Beckie Scott                   | 12:52,1    |

erstmals bei Weltmeisterschaften bzw. bei Olympischen Spielen ausgetragen
Datum: 25. Februar 2005

### 10 km Freistil
| Platz | Sportler                      | Zeit [min] |
| ----- | ----------------------------- | ---------- |
| 1     | Kateřina Neumannová           | 26:27,6    |
| 2     | Julija Tschepalowa            | 26:28,8    |
| 3     | Marit Bjørgen                 | 26:42,8    |
| 4     | Kristina Šmigun               | 26:46,2    |
| 5     | Natalja Baranowa-Massalkina   | 26.59,1    |
| 6     | Olga Sawjalowa                | 27:00,3    |
| 7     | Swetlana Malahowa-Schischkina | 27:02,1    |
| 8     | Sabina Valbusa                | 27:03,6    |
| 9     | Kristin Størmer Steira        | 27:13,8    |
| 10    | Jewgenija Medwedewa-Arbusowa  | 27:16,6    |
| ...   | ...                           | ...        |
| 17    | Natascia Leonardi Cortesi     | 27:55,4    |
| 18    | Evi Sachenbacher              | 28:01,1    |
| 21    | Anke Reschwamm Schulze        | 28:17,7    |
| 25    | Stefanie Böhler               | 28:41,0    |
| 28    | Laurence Rochat               | 28:55,5    |
| 39    | Seraina Mischol               | 29:35,4    |
| 48    | Doris Trachsel                | 30:04,2    |
| 56    | Nicole Fessel                 | 30:55,9    |

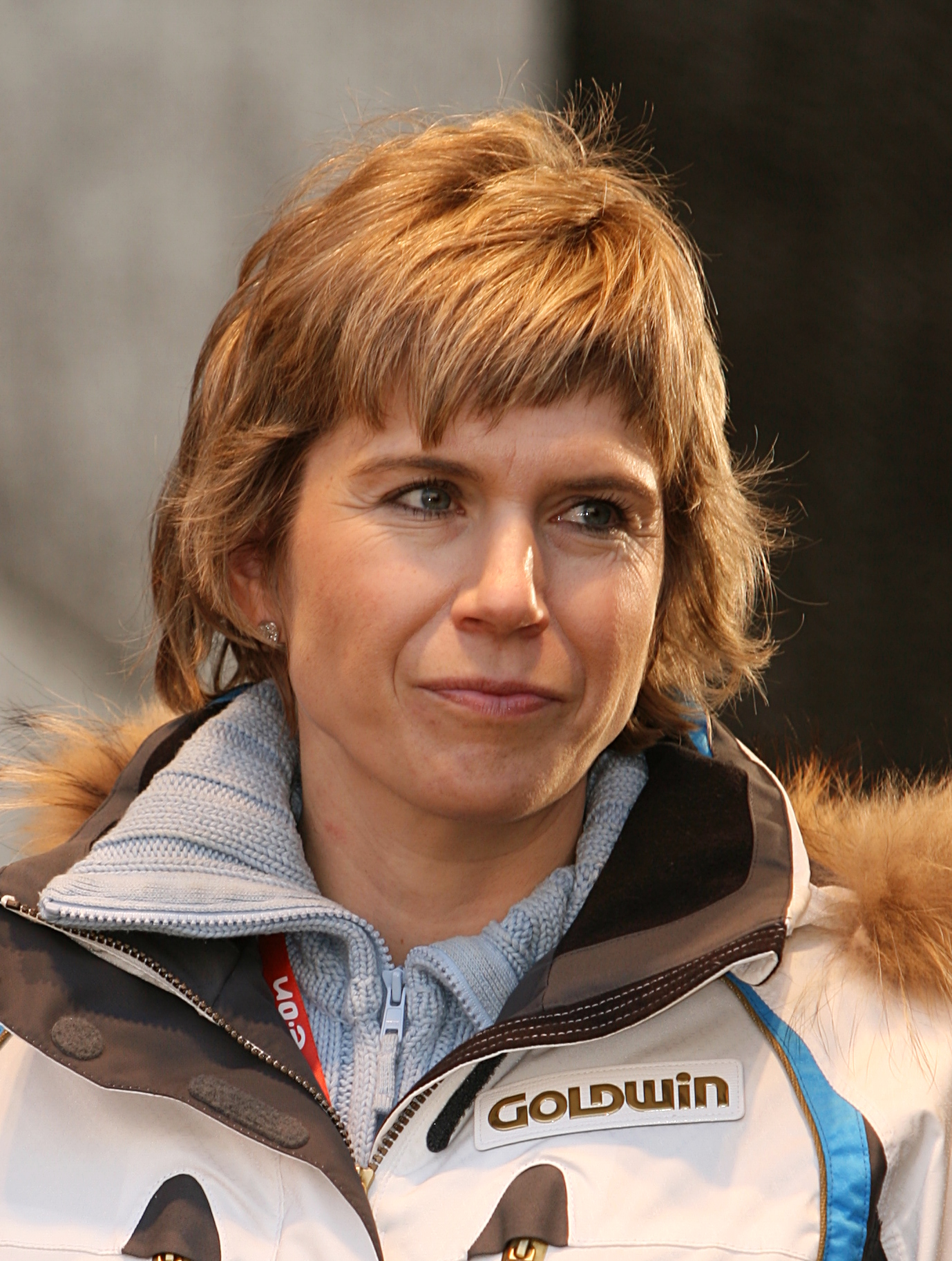
Kateřina Neumannová – Weltmeisterin über 10 km Freistil

Olympiasiegerin 2002 (klassisch):  Bente Skari
Weltmeisterin 2003 (klassisch):  Bente Skari
Datum: 17. Februar 2005

### 15 km Skiathlon
| Platz | Sportler                    | Zeit [min] |
| ----- | --------------------------- | ---------- |
| 1     | Julija Tschepalowa          | 42:16,8    |
| 2     | Marit Bjørgen               | 42:32,5    |
| 3     | Kristin Størmer Steira      | 42:42,7    |
| 4     | Beckie Scott                | 42:51,9    |
| 5     | Gabriella Paruzzi           | 42:55,1    |
| 6     | Natalja Baranowa-Massalkina | 42:57,4    |
| 7     | Kateřina Neumannová         | 43:04,8    |
| 8     | Riitta-Liisa Lassila        | 43:13,3    |
| 9     | Larissa Kurkina             | 43:19,4    |
| 10    | Claudia Künzel              | 43:23,2    |
| ...   | ...                         | ...        |
| 14    | Viola Bauer                 | 43:46,3    |
| 42    | Anke Reschwamm Schulze      | 46:41,4    |

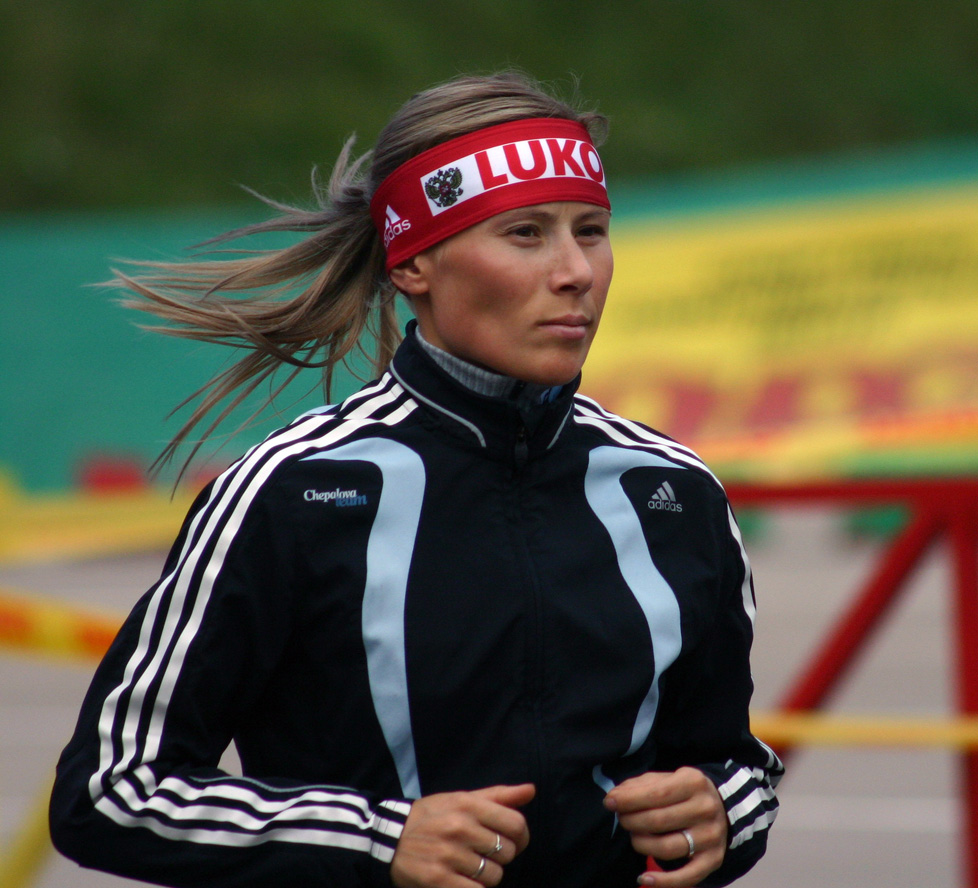
Im Skiathlon setzte sich Julija Tschepalowa durch

Olympiasiegerin 2002 (5+5):  Beckie Scott
Weltmeisterin 2003 (5+5):  Kristina Šmigun
Datum: 19. Februar 2005
Zuerst erfolgte ein 7,5-km-Lauf im klassischen Stil, danach ein 7,5-km-Lauf im Freistil.

### 30 km klassisch
| Platz | Sportler                    | Zeit [h]  |
| ----- | --------------------------- | --------- |
| 1     | Marit Bjørgen               | 1:27:05,8 |
| 2     | Virpi Kuitunen              | 1:27:14,7 |
| 3     | Natalja Baranowa-Massalkina | 1:27:16,1 |
| 4     | Aino-Kaisa Saarinen         | 1:27:21,7 |
| 5     | Larissa Kurkina             | 1:27:22,4 |
| 6     | Claudia Künzel              | 1:27:22,7 |
| 7     | Kateřina Neumannová         | 1:27:23,4 |
| 8     | Oxana Jatskaja              | 1:28:20,5 |
| 9     | Olga Sawjalowa              | 1:28:25,3 |
| 10    | Julija Tschepalowa          | 1:28:50,3 |
| ...   | ...                         | ...       |
| 12    | Viola Bauer                 | 1:29:04,6 |
| 13    | Laurence Rochat             | 1:29:09,7 |
| 24    | Natascia Leonardi Cortesi   | 1:31:20,5 |
| 28    | Stefanie Böhler             | 1:32:34,0 |

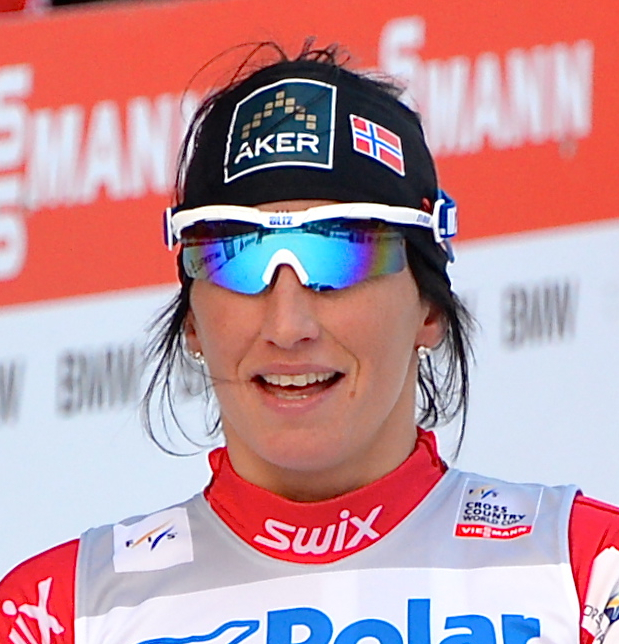
Marit Bjørgen – Weltmeisterin über 30 Kilometer

Olympiasiegerin 2002 (klassisch):  Gabriella Paruzzi
Weltmeisterin 2003 (Freistil):  Olga Sawjalowa
Datum: 26. Februar 2005
Der Wettbewerb wurde als Massenstartrennen durchgeführt.

### 4 × 5 km Staffel
| Platz | Land                | Sportler                                                                                    | Zeit (min/h) |
| ----- | ------------------- | ------------------------------------------------------------------------------------------- | ------------ |
| 1     | Norwegen            | Vibeke Skofterud Hilde Gjermundshaug Pedersen Kristin Størmer Steira Marit Bjørgen          | 57:15,7      |
| 2     | Russland            | Larissa Kurkina Natalja Baranowa-Massalkina Jewgenija Medwedewa-Arbusowa Julija Tschepalowa | 57:23,3      |
| 3     | Italien             | Gabriella Paruzzi Antonella Confortola Sabina Valbusa Arianna Follis                        | 58:05,4      |
| 4     | Deutschland         | Stefanie Böhler Viola Bauer Evi Sachenbacher Claudia Künzel                                 | 58:27,0      |
| 5     | Finnland            | Kirsi Välimaa Virpi Kuitunen Aino-Kaisa Saarinen Riitta-Liisa Lassila                       | 58:40,8      |
| 6     | Tschechien          | Helena Erbenová Kamila Rajdlová Kateřina Neumannová Ivana Janečková                         | 58:45,8      |
| 7     | Kasachstan          | Jelena Wolodina-Antonowa Oxana Jazkaja Jelena Kolomina Swetlana Malachowa-Schischkina       | 59:21,2      |
| 8     | Schweden            | Lina Andersson Maria Rydqvist Elin Ek Anna Dahlberg                                         | 59:40,7      |
| 9     | Frankreich          | Aurelie Storti Élodie Bourgeois-Pin Karine Philippot Cécile Storti                          | 1:00:05,3    |
| 10    | Belarus             | Alena Sannikawa Ljudmila Karolik Wolha Wassiljonak Natallja Swirydowa-Kalinowskaja          | 1:00:25,5    |
| 11    | Schweiz             | Seraina Mischol Laurence Rochat Doris Trachsel Natascia Leonardi Cortesi                    | 1:00:39,4    |
| 12    | Japan               | Masako Ishida Nobuko Fukuda Chizuru Soneta Sumiko Yokoyama                                  | 1:01:04,6    |
| 13    | Estland             | Silja Suija Kristina Šmigun-Vähi Katrin Šmigun Kaili Sirge                                  | 1:02:40,4    |
| 14    | Volksrepublik China | Jiang Chunli Liu Hongyan Li Hongxue Wang Chunli                                             | 1:04:49,5    |
| LPD   | USA                 | Wendy Wagner Rebecca Dussault Sarah Konrad Kikkan Randall                                   |              |
| DOP   | Ukraine             | Maryna Malets Lada Nesterenko Wita Jakymtschuk Walentyna Schewtschenko                      |              |

Olympiasiegerinnen 2002:  Deutschland (Manuela Henkel, Viola Bauer, Claudia Künzel, Evi Sachenbacher)

Weltmeisterinnen 2003:  Deutschland (Manuela Henkel, Viola Bauer, Claudia Künzel, Evi Sachenbacher)
Datum: 21. Februar 2005
Die beiden ersten Läuferinnen einer Mannschaft liefen im klassischen, die beiden letzten im freien Stil.
Die Staffel der USA wurde überrundet.
Die Staffel der Ukraine wurde disqualifiziert. Der Grund dafür war zunächst das Verlassen der markierten Bahn. Später stellte sich heraus, dass die Startläuferin Maryna Malets, spätere Maryna Lissohor, zu den ersten drei Athleten gehörte, die bei den Olympischen Winterspielen 2014 in Sotschi, aufgrund von Verstößen gegen die Antidopingregeln disqualifiziert wurden. Dies führte auch zur Streichung früherer Resultate der Langläuferin, wovon auch die ukrainische Staffel hier in Oberstdorf betroffen war.

## Resultate Skispringen Männer
Detaillierte Ergebnisse

### Normalschanze
| Platz | Sportler            | Punkte |
| ----- | ------------------- | ------ |
| 1     | Rok Benkovič        | 256,0  |
| 2     | Jakub Janda         | 249,5  |
| 3     | Janne Ahonen        | 249,0  |
| 4     | Bjørn Einar Romøren | 248,0  |
| 5     | Georg Späth         | 247,5  |
| 6     | Wolfgang Loitzl     | 246,0  |
| 6     | Adam Małysz         | 246,0  |
| 6     | Jernej Damjan       | 246,0  |
| 9     | Roar Ljøkelsøy      | 245,0  |
| 9     | Lars Bystøl         | 245,0  |
| ...   | ...                 | ...    |
| 12    | Martin Höllwarth    | 244,0  |
| 12    | Martin Schmitt      | 244,0  |
| 16    | Michael Uhrmann     | 240,5  |
| 18    | Thomas Morgenstern  | 239,0  |
| 20    | Andreas Küttel      | 238,5  |
| 25    | Andreas Widhölzl    | 230,0  |
| 32    | Michael Neumayer    | 113,0  |
| 35    | Michael Möllinger   | 112,0  |
| 44    | Simon Ammann        | 105,0  |

Olympiasieger 2002:  Simon Ammann
Weltmeister 2003:  Adam Małysz
Datum: 19. Februar 2005

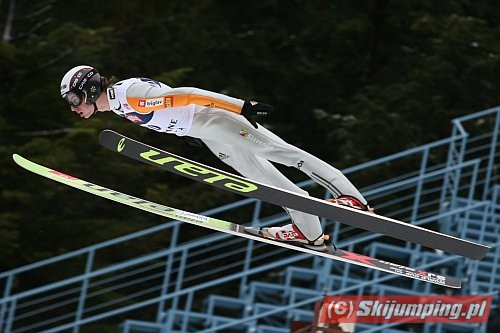
Rok Benkovič gewann das Springen von der Normalschanze

Der erste Durchgang des Springens war durch sehr unterschiedliche Windverhältnisse geprägt und schuf damit ungleiche Bedingungen für die einzelnen Springer.

### Großschanze

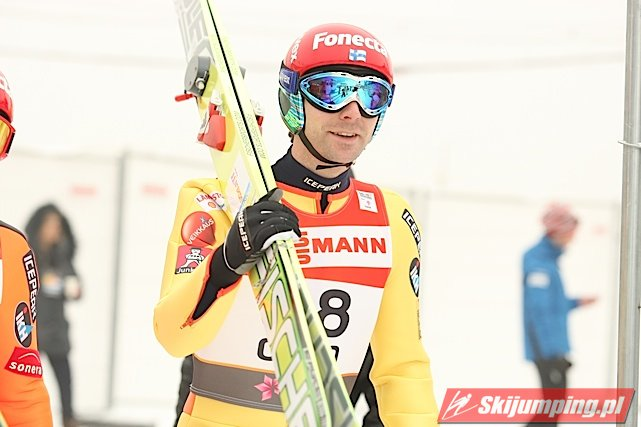
Auf der Großschanze setzte sich Janne Ahonen durch

| Platz | Sportler           | Punkte |
| ----- | ------------------ | ------ |
| 1     | Janne Ahonen       | 313,2  |
| 2     | Roar Ljøkelsøy     | 306,2  |
| 3     | Jakub Janda        | 304,2  |
| 4     | Lars Bystøl        | 300,4  |
| 5     | Rok Benkovič       | 300,0  |
| 6     | Matti Hautamäki    | 294,5  |
| 7     | Wolfgang Loitzl    | 291,7  |
| 8     | Risto Jussilainen  | 291,3  |
| 9     | Martin Höllwarth   | 289,8  |
| 10    | Sigurd Pettersen   | 283,9  |
| ...   | ...                | ...    |
| 14    | Michael Uhrmann    | 268,0  |
| 15    | Thomas Morgenstern | 267,9  |
| 16    | Martin Schmitt     | 261,1  |
| 17    | Andreas Widhölzl   | 258,3  |
| 18    | Andreas Küttel     | 256,5  |
| 19    | Georg Späth        | 252,8  |
| 20    | Jörg Ritzerfeld    | 251,0  |
| 27    | Simon Ammann       | 237,5  |
| 34    | Michael Möllinger  | 113,9  |
| 46    | Marco Steinauer    | 89,4   |

Olympiasieger 2002:  Simon Ammann
Weltmeister 2003:  Adam Małysz
Datum: 25. Februar 2005

### Mannschaftsspringen Normalschanze
| Platz | Land        | Sportler                                                             | Punkte |
| ----- | ----------- | -------------------------------------------------------------------- | ------ |
| 1     | Österreich  | Wolfgang Loitzl Andreas Widhölzl Thomas Morgenstern Martin Höllwarth | 970,5  |
| 2     | Deutschland | Michael Neumayer Martin Schmitt Michael Uhrmann Georg Späth          | 964,0  |
| 3     | Slowenien   | Primož Peterka Jure Bogataj Rok Benkovič Jernej Damjan               | 929,5  |
| 4     | Finnland    | Matti Hautamäki Jussi Hautamäki Risto Jussilainen Janne Ahonen       | 928,0  |
| 5     | Russland    | Ildar Fatkullin Dmitri Ipatow Denis Kornilow Dmitri Wassiljew        | 899,5  |
| 6     | Polen       | Kamil Stoch Marcin Bachleda Adam Małysz Robert Mateja                | 859,0  |
| 7     | Tschechien  | Jan Mazoch Lukáš Hlava Jan Matura Jakub Janda                        | 850,5  |
| 8     | Schweiz     | Michael Möllinger Simon Ammann Marco Steinauer Andreas Küttel        | 846,0  |
| 9     | Japan       | Daiki Itō Takanobu Okabe Akira Higashi Noriaki Kasai                 | 409,5  |
| 10    | Südkorea    | Kang Chil-gu Choi Heung-chul Kim Hyun-ki Choi Seou                   | 403,0  |

weder bei den Olympischen Spielen 2002 noch bei den Weltmeisterschaften 2003 ausgetragen
Datum: 20. Februar 2005
Der zweite Durchgang war durch starken Schneefall beeinträchtigt.

### Mannschaftsspringen Großschanze
| Platz | Land        | Sportler                                                             | Punkte |
| ----- | ----------- | -------------------------------------------------------------------- | ------ |
| 1     | Österreich  | Wolfgang Loitzl Andreas Widhölzl Thomas Morgenstern Martin Höllwarth | 1137,3 |
| 2     | Finnland    | Risto Jussilainen Tami Kiuru Matti Hautamäki Janne Ahonen            | 1122,9 |
| 3     | Norwegen    | Bjørn Einar Romøren Sigurd Pettersen Lars Bystøl Roar Ljøkelsøy      | 1113,5 |
| 4     | Slowenien   | Primož Peterka Jure Bogataj Jernej Damjan Rok Benkovič               | 1004,6 |
| 5     | Deutschland | Martin Schmitt Jörg Ritzerfeld Michael Uhrmann Georg Späth           | 985,6  |
| 6     | Russland    | Ildar Fatkullin Dmitri Ipatow Denis Kornilow Dmitri Wassiljew        | 933,6  |
| 7     | Schweiz     | Andreas Küttel Michael Möllinger Marco Steinauer Simon Ammann        | 932,9  |
| 8     | Tschechien  | Lukáš Hlava Jan Mazoch Jan Matura Jakub Janda                        | 916,9  |
| 9     | Polen       | Mateusz Rutkowski Marcin Bachleda Kamil Stoch Adam Małysz            | 449,7  |
| 10    | Japan       | Noriaki Kasai Takanobu Okabe Hideharu Miyahira Akira Higashi         | 422,6  |

Olympiasieger 2002:  Deutschland (Martin Schmitt, Sven Hannawald, Stephan Hocke, Michael Uhrmann)

Weltmeister 2003:  Finnland (Janne Ahonen, Tami Kiuru, Arttu Lappi, Matti Hautamäki)
Datum: 26. Februar 2005

## Resultate Nordische Kombination Männer

### Sprint (Großschanze/7,5 km)
| Platz | Sportler          | Weite [m] | Punkte (Springen) | Reine Laufzeit [min] | Endzeit [min] |
| ----- | ----------------- | --------- | ----------------- | -------------------- | ------------- |
| 1     | Ronny Ackermann   | 129,5     | 125,8             | 19:51,6              | 20:15,6       |
| 2     | Magnus Moan       | 128,0     | 124,6             | 19:57,7              | 20:26,7       |
| 3     | Kristian Hammer   | 121,0     | 115,2             | 19:47,3              | 20:53,3       |
| 4     | Björn Kircheisen  | 121,5     | 114,3             | 19:48,6              | 20:58,6       |
| 5     | Michael Gruber    | 125,5     | 121,6             | 20:23,6              | 21:04,6       |
| 6     | Anssi Koivuranta  | 134,0     | 131,8             | 21:13,4              | 21:13,4       |
| 7     | Georg Hettich     | 126,0     | 121,2             | 20:39,1              | 21:21,1       |
| 8     | Hannu Manninen    | 116,0     | 107,7             | 19:51,2              | 21:27,2       |
| 9     | Petter Tande      | 124,0     | 117,8             | 20:32,1              | 21:28,1       |
| 10    | Daito Takahashi   | 128,5     | 124,7             | 21:00,6              | 21:28,6       |
| 11    | Felix Gottwald    | 118,5     | 110,2             | 20:04,1              | 21:30,1       |
| ...   | ...               | ...       | ...               | ...                  | ...           |
| 14    | Christoph Bieler  | 126,5     | 125,4             | 21:17,3              | 21:43,3       |
| 17    | Mario Stecher     | 123,5     | 118,2             | 21:04,0              | 21:58,0       |
| 18    | Tino Edelmann     | 125,5     | 121,1             | 21:24,3              | 22:07,3       |
| 22    | Andreas Hurschler | 117,5     | 109,5             | 20:56,8              | 22:25,8       |
| 31    | Ronny Heer        | 117,5     | 110,0             | 21:55,7              | 23:22,7       |
| 32    | Jan Schmid        | 120,0     | 112,5             | 22:06,0              | 23:23,0       |
| 38    | Ivan Rieder       | 116,5     | 22:18,4           | 22:18,4              | 23:58,4       |

Olympiasieger 2002:  Samppa Lajunen
Weltmeister 2003:  Johnny Spillane
Datum: 27. Februar 2005

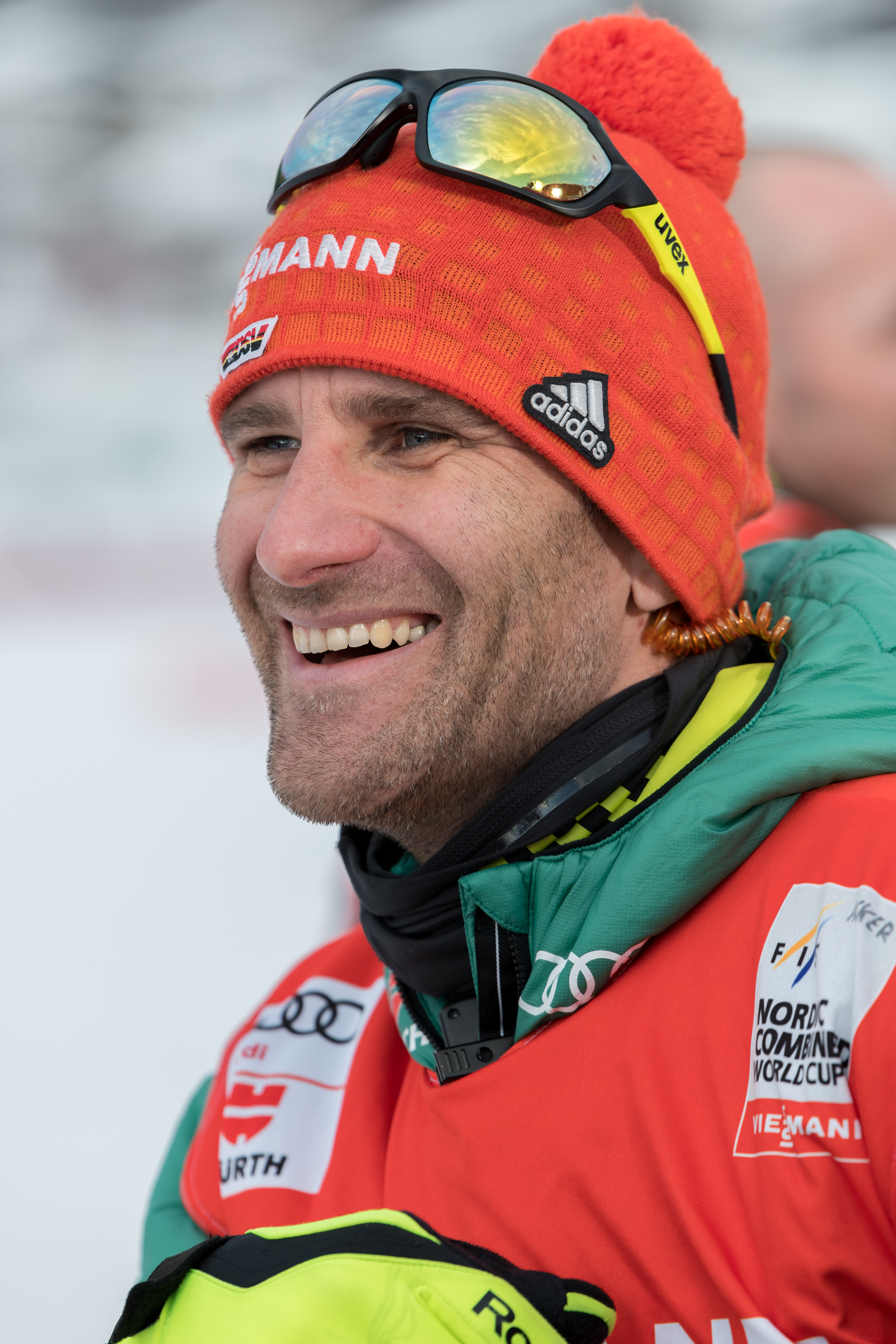
Doppelweltmeister Ronny Ackermann

Ronny Ackermann sicherte sich als Zweiter nach dem Springen beinahe schon den Sieg, während Gottwald hier mit Rang 21 die Medaillenchance vergab und sich letztlich im Fotofinish gegenüber Jaakko Tallus Rang elf holte. Der finnische Weltcup-Leader Hannu Manninen (diesmal Rang acht) blieb bei diesen Weltmeisterschaften komplett ohne Medaille.
Die beste Laufzeit hatte Kristian Hammer vor Björn Kircheisen, Hannu Manninen, Ronny Ackermann, Magnus Moan und Felix Gottwald.

### Einzel (Normalschanze/15 km)
| Platz | Sportler          | Zeit [min] |
| ----- | ----------------- | ---------- |
| 1     | Ronny Ackermann   | 38:56,2    |
| 2     | Björn Kircheisen  | 38:57,6    |
| 3     | Felix Gottwald    | 38:59,4    |
| 4     | Magnus Moan       | 39:00,2    |
| 5     | Antti Kuisma      | 39:00,2    |
| 6     | Michael Gruber    | 39:13,9    |
| 7     | Petter Tande      | 39:44,1    |
| 8     | Jaakko Tallus     | 39:44,6    |
| 9     | Hannu Manninen    | 39:49,0    |
| 10    | Ladislav Rygl     | 39:49,9    |
| 11    | Christoph Bieler  | 39:50,4    |
| ...   | ...               | ...        |
| 17    | Sebastian Haseney | 40:17,7    |
| 19    | Andreas Hurschler | 40:20,1    |
| 22    | Georg Hettich     | 41:15,6    |
| 25    | Mario Stecher     | 41:57,9    |
| 28    | Ronny Heer        | 42:18,9    |
| 29    | Jan Schmid        | 42:37,3    |
| 31    | Ivan Rieder       | 43:03,5    |

Olympiasieger 2002:  Samppa Lajunen
Weltmeister 2003:  Ronny Ackermann
Datum: 18. Februar 2005

### Mannschaft (Großschanze/4 × 5 km)
| Platz | Land               | Sportler                                                            | Zeit [min] / Rückstand [min] |
| ----- | ------------------ | ------------------------------------------------------------------- | ---------------------------- |
| 1     | Norwegen           | Petter Tande Håvard Klemetsen Magnus Moan Kristian Hammer           | 049:45,5                     |
| 2     | Deutschland        | Sebastian Haseney Georg Hettich Björn Kircheisen Ronny Ackermann    | +0:07,1                      |
| 3     | Österreich         | Michael Gruber Christoph Bieler David Kreiner Felix Gottwald        | +0:07,4                      |
| 4     | Finnland           | Antti Kuisma Jaakko Tallus Jouni Kaitainen Hannu Manninen           | +1:09,5                      |
| 5     | Vereinigte Staaten | Bill Demong Carl Van Loan Todd Lodwick Johnny Spillane              | +1:29,4                      |
| 6     | Schweiz            | Andreas Hurschler Ronny Heer Jan Schmid Ivan Rieder                 | +2:44,0                      |
| 7     | Frankreich         | Nicolas Bal Jason Lamy Chappuis Ludovic Roux Kevin Arnould          | +3:12,9                      |
| 8     | Tschechien         | Pavel Churavý Tomáš Slavík Aleš Vodseďálek Ladislav Rygl            | +3:56,5                      |
| 9     | Japan              | Yōsuke Hatakeyama Takashi Kitamura Makoto Masaki Junpei Aoki        | +4:35,5                      |
| 10    | Russland           | Iwan Fessenko Dmitri Matwejew Konstantin Woronin Sergei Maslennikow | +5:27,0                      |

Olympiasieger 2002 (Großschanze):  Finnland (Samppa Lajunen, Jari Mantila, Jaakko Tallus, Hannu Manninen)

Weltmeister 2003 (Normalschanze):  Österreich (Michael Gruber, Wilhelm Denifl, Christoph Bieler, Felix Gottwald)
Datum: 23. Februar 2005
Ronny Ackermann zog auf den letzten Metern noch am Österreicher Felix Gottwald vorbei und sicherte dem deutschen Team damit die Silbermedaille.